# 小日本主義
小日本主義，是日本《東洋經濟新報社》雜誌的三浦銕太郎和石橋湛山等人在1910年代至1920年代間所主張的外交思想。主要在批判當時作為日本主流国策的「大日本主義」，具有政治及經濟自由主義的特點。